# Ro-11
Ro-11 (呂号第十一潜水艦) — підводний човен Імперського флоту Японії. До введення у Японії в першій половині 1920-х років нової системи найменування підводних човнів мав назву «Підводний човен № 19» (第十九潜水艦).
До середини 1910-х оснащення підводних сил Імперського флоту майже виключно базувалось на кораблях іноземних проєктів (або створених у Японії їх модифікацій) — американській конструкції Electric Boat Company (Тип 1/Тип 6/Тип 7), британській від Vickers (Тип С1/Тип С2/Тип С3) та французькій від Schneider (Тип S1). У цей період лише компанія Kawasaki змогла постачити японському ВМФ підводний човен власної розробки, проте цей проєкт так і залишився у одиничному екземплярі. У другій половині 1910-х почалось будівництво для Імперського флоту одразу кількох типів субмарин, причому знову не обійшлось без звернення до іноземних проєктантів, унаслідок чого з'явились кораблі, спроєктовані італійською Fiat-Laurenti (тип F1) та британською Vickers (тип L1). Втім, на цьому етапі японцям нарешті вдалось розробити власну конструкцію, яку визнали придатною для серійного виробництва — човен типу Kaichū, що став основою для розвитку цілої лінії кораблів (типи Kaichū II — Kaichū VII). Під час проєктування японські інженери приділили велику увагу підсиленню корпусу та забезпеченню надійності вертикального кермування в умовах типових для Тихого океану сильних підводних течій.
Першим представником типу Kaichū I став «Підводний човен № 19», який верф ВМФ у Куре завершила спорудженням в липні 1919-го. Того ж року під час навчань корабель зіткнувся з однотипним «Підводним човном № 20», причому обидва кораблі отримали суттєві пошкодження, але змогли повернутись на базу для ремонту. Також можливо відзначити, що щонайменше на початку експлуатації човна виникали проблеми із роботою дизелів від швейцарської компанії Sulzer, зокрема у 1921-му це зірвало навчальний похід до Формози.
По завершенні «Підводний човен № 19» класифікували як належний до 2-го класу та включили до складу 12-ї дивізії підводних човнів, яка належала до військово-морського округу Куре. Втім, вже з 18 вересня 1919-го корабель належав до 14-ї дивізії підводних човнів, що несла службу в тому ж окрузі. З 4 червня 1923-го субмарину перевели до військово-морського округу Йокосука у 3-ю дивізію підводних човнів.
1 листопада 1924-го «Підводний човен № 19» перейменували на Ro-11.
1 квітня 1932-го Ro-11 виключили зі списків ВМФ.